# Verlibena
Verlibena — музичний гурт із Сімферополя, що виник на початку 2006 року.
Прагнення до архаїки та автентики привело до блюзу (як сплаву архаїчного та європейського музичних мислень) та етномотивів. Відтак самі музиканти класифікують свій стиль як український блюз.
Гурт брав участь у таких фестивалях: Великдень у Космачі (перше місце у фольклорній частині, 2008), Музичний Лідер Криму (переможець, 2008), Рунний Посох (Севастополь), Svirz, Маzепа-фест, Червона Рута (дипломант, 2009), Рурисько, Тарас Бульба, Підкамінь.
Цікаві факти
- Verlibena виступали на розігріві в Руслани.
- Один із виступів гурту в київському клубі «Бочка» знімав National Geographic Channel.[2]

## Учасники
- Олексій Ковальов — спів, електрогітара, гармоніка
- Олексій Долгих — спів, електрогітара
- Олексій Білокопитов — бас-гітара
- Сергій Сисоєв — ударні